# Papstwahl 1227
Die Papstwahl von 1227 (19. März) wurde nach dem Tod von Papst Honorius III. am 18. März 1227 in Rom durchgeführt.
Der in Rom anwesende Kardinäle  versammelten sich im Septasolium am Tag nach dem Tod von Honorius III. und entschieden, den neuen Papst durch compromissum zu wählen, d. h. nicht durch das gesamte Kardinalskollegium, sondern durch einen Ausschuss, dem die Macht gegeben wurde, den neuen Papst zu ernennen. Das gleiche Vorgehen war bereits bei der Papstwahl 1216 angewandt worden. Der Ausschuss zählte drei Kardinäle, darunter die Kardinalbischöfe Ugolino di Segni von Ostia und Konrad von Urach von Porto (der Name des dritten ist nicht bekannt). Anfangs wählte das Komitee sein Mitglied Konrad von Urachmit zwei Stimmen aus drei, aber er lehnte die Tiara ab. Daraufhin wählten die übrigen Kardinäle am 19. März 1227 einstimmig Ugolino di Segni, d. h. das zweite Ausschussmitglied. Er nahm widerwillig die hohe Ehre an und nannte sich als Papst Gregor IX.
Der neue Papst erhielt das Pallium am 21. März 1227 in der Vatikanbasilika und wurde am gleichen Tag in der Lateranbasilika inthronisiert. Am 11. April krönte ihn sein Verwandter Ottaviano Conti di Segni, Erzdiakon des Kollegiums, in der Basilica Liberii.

## Wahlberechtigte
Vermutlich haben 15 von 18 Kardinälen an der Wahl teilgenommen:
| Kardinal                       | Kardinalstitel                                          | Ernannt am        | durch         | Andere Kirchentitel   | Anmerkungen                            |
| ------------------------------ | ------------------------------------------------------- | ----------------- | ------------- | --------------------- | -------------------------------------- |
| Ugolino di Segni               | Bischof von Ostia und Velletri                          | 19. Dezember 1198 | Innozenz III. | Kardinaldekan         | Kardinalnepot; später Papst Gregor IX. |
| Pelagio Galvani                | Bischof von Albano                                      | ca. 1206/1207     | Innozenz III. |                       |                                        |
| Nicola de Chiaramonte, O.Cist. | Bischof von Frascati                                    | 6. Januar 1219    | Honorius III. |                       |                                        |
| Konrad von Urach, O.Cist.      | Bischof von Porto-Santa Rufina                          | 6. Januar 1219    | Honorius III. |                       | lehnte die Wahl zum Papst ab           |
| Oliver von Paderborn           | Bischof von Sabina                                      | September 1225    | Honorius III. |                       |                                        |
| Guido Pierleoni                | Bischof von Palestrina                                  | 18. Dezember 1204 | Innozenz III. |                       |                                        |
| Guala Bicchieri, C.R.S.P.      | Kardinalpriester von Santi Silvestro e Martino ai Monti | 18. Dezember 1204 | Innozenz III. | Kardinalprotopriester |                                        |
| Stefano di Ceccano, O.Cist.    | Kardinalpriester von Santi XII Apostoli                 | 19. Mai 1212      | Innozenz III. |                       |                                        |
| Tommaso da Capua               | Kardinalpriester von Santa Sabina                       | 5. März 1216      | Innozenz III. | Großpönitentiar       |                                        |
| Ottaviano dei Conti di Segni   | Kardinaldiakon von Santi Sergio e Bacco al Foro Romano  | 27. Mai 1206      | Innozenz III. | Kardinalprotodiakon   | Kardinalnepot                          |
| Raniero Capocci, O.Cist.       | Kardinaldiakon von Santa Maria in Cosmedin              | 5. März 1216      | Innozenz III. |                       |                                        |
| Stefano de Normandis dei Conti | Kardinaldiakon von Sant’Adriano al Foro                 | 5. März 1216      | Innozenz III. |                       | Kardinalnepot                          |
| Gregorio Crescenzi             | Kardinaldiakon von San Teodoro al Palatino              | 5. März 1216      | Innozenz III. |                       |                                        |
| Gil Torres                     | Kardinaldiakon von Santi Cosma e Damiano                | 18. Februar 1217  | Honorius III. |                       |                                        |
| Petrus Capuanus minor          | Kardinaldiakon von San Giorgio in Velabro               | 1219              | Honorius III. |                       |                                        |

Vermutlich drei Kardinäle nahmen nicht an der Wahl teil:
| Kardinal                       | Kardinalstitel                            | Ernannt am   | durch         | Anmerkungen                         |
| ------------------------------ | ----------------------------------------- | ------------ | ------------- | ----------------------------------- |
| Stephen Langton                | S.R.E. cardinalis                         | 27. Mai 1206 | Innozenz III. | Erzbischof von Canterbury 1207–1228 |
| Giovanni Colonna di Carbognano | Kardinalpriester von Santa Prassede       | 27. Mai 1206 | Innozenz III. | Rektor von Spoleto                  |
| Romano Bonaventura             | Kardinaldiakon von Santa Maria in Portico | 5. März 1216 | Innozenz III. | Päpstlicher Legat in Südfrankreich  |